# Volšovka

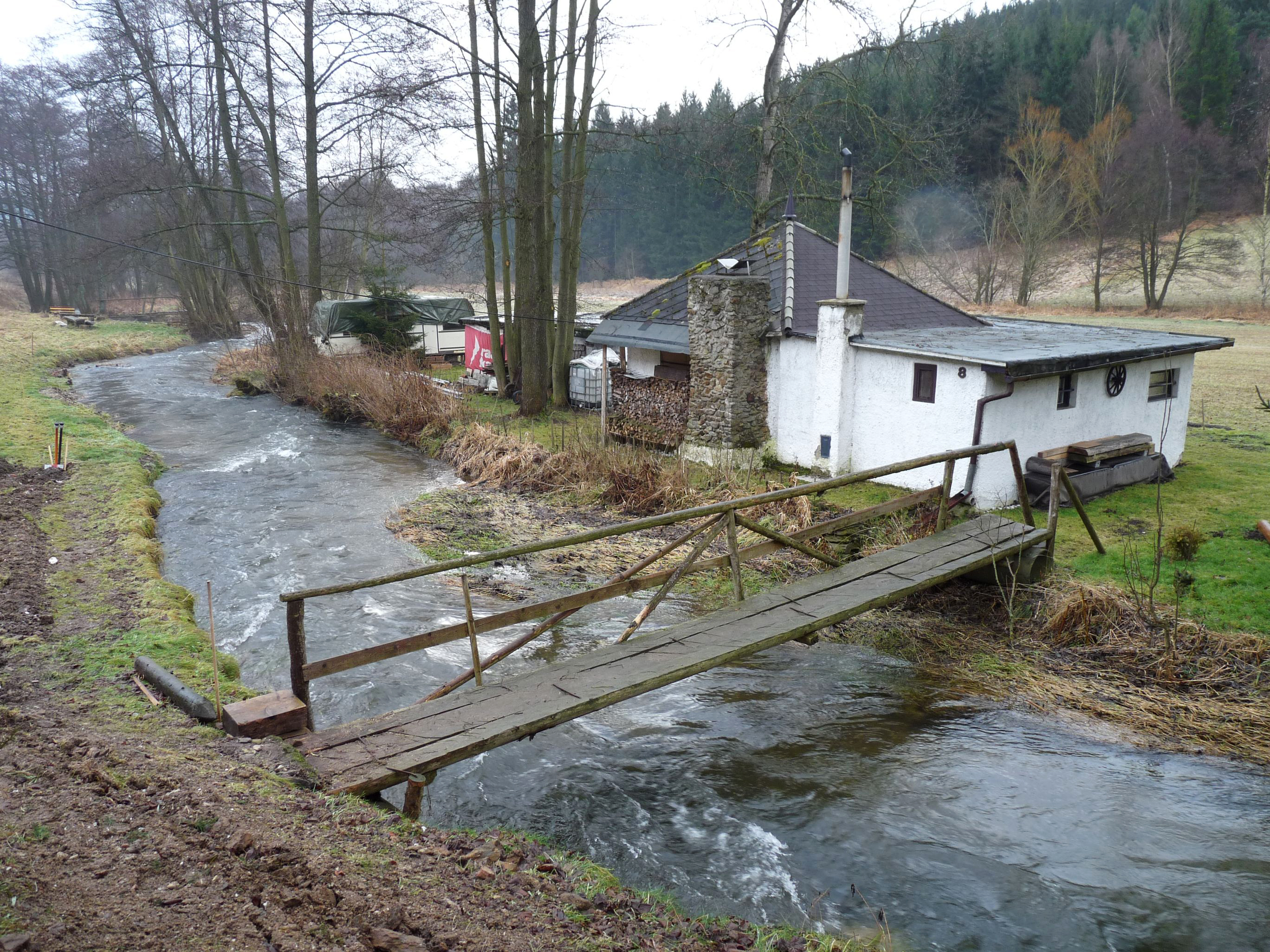
Die Volšovka in Františkova Ves

Die Volšovka (deutsch Wolschowka), am Oberlauf auch Pstružný potok (deutsch Forellenbach) ist ein linker Zufluss der Otava in Tschechien.

## Verlauf
Die Volšovka entspringt nördlich von Radkov (Ratgebern) im Böhmerwald. Ihre Quelle liegt zwischen dem Kochánovský vrch (Erbsenberg, 1004 m) und dem Kamenáč (Girgalberg, 989 m) an der Grenze zwischen dem Naturpark Kochánov und dem Landschaftsschutzgebiet Šumava. Der Oberlauf der Volšovka führt am nördlichen Fuße des Vysoký hřbet (Hochruck, 1078 m) und des Březník (1006 m) vorbei an den Einschichten Radkov, Busil (Kriegseisenhof), Žežulka (Scheschulkahof), Schöpfrův Dvůr (Schöpferhof) und Karlov (Karlhof) nach Südosten. Bei Peklo (Hölldörfel) wendet sich der Bach in nördliche Richtung, entlang der Volšovka liegen hier die Ortschaften Dolní Chlum (Chumo), Chlum (Gut Chumo), Světlá (Zwislau), Loučová (Lukau), Jiřičná (Köhlendorf), Kojšice (Koischitz), Hrnčíř, Dub, Prachlík, Tamíř (Tamirmühle) und Trsice (Trsitz). Danach nimmt die Volšovka wieder südöstliche Richtung und erreicht über Františkova Ves (Franzensdorf), Hvížďalka (Weißgschlössl), Dolní Staňkov (Unterstankau), Volšovy (Wolschhof), Staré Volšovy (Alt Wolschhof), Horní Dvorce (Oberhöfen), Volšovka und Páteček in einem tiefen Tal zwischen dem Svatobor (845 m) und der Volšovská Stráž (Wolschhofer Warth, 790 m) das Tal der Otava. Der letzte Abschnitt der Volšovka führt über Červené Dvorce (Rothenhof) parallel zur Otava nach Sušice, wo der Bach die Altstadt südlich umfließt und schließlich nach 16,4 Kilometern gegenüber dem Kapuzinerkloster in die Otava mündet.
Der Oberlauf des Baches führt durch das Landschaftsschutzgebiet Šumava, und zwischen Dolní Chlum und Volšovka durch den Naturpark Kochánov. Zwischen der Wüstung Kubíčkův Dvůr (Kubitschkahof) und Dolní Chlum erstreckt sich entlang der Volšovka das Naturreservat Žežulka.
An der Volšovka befinden sich die historische Sterzmühle bei Žežulka und das Schloss Jiřičná.

## Zuflüsse
- Hartmanický potok (r), bei Hořejší Krušec (Oberkörnsalz)
- Kepelský potok (Kocheter Mühlbach/Buchwerkbach, l), an der Mühle Tamíř
- Žikovský potok (l), oberhalb von Františkova Ves